# Station Yokozutsumi
Station Yokozutsumi (横堤駅, Yokozutsumi-eki) is een metrostation in de wijk Tsurumi-ku, Osaka, Japan. Het wordt aangedaan door de Nagahori Tsurumi-ryokuchi-lijn.

## Treindienst

### Nagahori Tsurumi-ryokuchi-lijn(stationsnummer N25)
| 1 | ■ Nagahori Tsurumi-ryokuchi-lijn | richting Kadoma-Minami                    |
| 2 | ■ Nagahori Tsurumi-ryokuchi-lijn | richting Kyōbashi, Shinsaibashi en Taishō |

## Geschiedenis
Het station werd in 1990 geopend.

## Overig openbaar vervoer
- Bussen 36, 45 en 46
- Kintetsu bussen 10, 11 en 17

## Stationsomgeving
- AEON MALL Tsurumi Leafa (winkelcentrum)
- 7-Eleven
- Politiebureau van Tsurumi
- Bibliotheek van Tsurumi
- Stadsdeelkantoor van Tsurumi

Taishō · Dome-mae Chiyozaki · Nishi-Nagahori · Nishiōhashi · Shinsaibashi · Nagahoribashi · Matsuyamachi · Tanimachi Rokuchōme · Tamatsukuri · Morinomiya · Osaka Business Park · Kyōbashi · Gamō Yonchōme · Imafuku-Tsurumi · Yokozutsumi · Tsurumi-Ryokuchi · Kadoma-Minami